# Criodion murinum
Criodion murinum är en skalbaggsart som beskrevs av Nonfried 1895. Criodion murinum ingår i släktet Criodion och familjen långhorningar.
Artens utbredningsområde är Costa Rica. Inga underarter finns listade i Catalogue of Life.